# Не тронь меня (плавучая батарея)
«Не тронь меня́» — броненосная плавучая батарея (броненосец береговой обороны) Российского императорского флота.

## История
Русское морское ведомство решило для плавания в океанах и линейного боя оставить бортовые броненосцы с полным парусным вооружением и с броней умеренной толщины, а для атаки и обороны портов и гаваней строить броненосцы береговой обороны, способные нести самые тяжелые орудия и самую толстую броню. Поскольку первостепенной задачей для России была защита берегов, основной упор кораблестроительной программы делался на броненосцы береговой обороны.
Постройка в 1861 году небольшой броненосной лодки «Опыт» показала, что заводы царской России не в состоянии были выполнить требования морского ведомства. Поэтому первый российский броненосец — плавучая батарея «Первенец» — сооружался в Англии. Её строительство было использовано для обучения русских инженеров и мастеров, командированных с этой целью в Англию.

## Строительство
Батарея «Не тронь меня» строилась уже в России, на верфи Галерного острова в Санкт-Петербурге по контракту с английским заводчиком Ч. Митчелом. Морское министерство обязалось устроить на Галерном острове эллинг со всеми приспособлениями, склад для хранения материалов, мастерские с приводом станков от паровой машины, печи, горны, паровые подвижные краны, железные дороги и газовое освещение. В сооружении верфи и постройке батареи «Не тронь меня» участвовали многие русские инженеры и мастеровые. Наблюдающим за постройкой от Кораблестроительного технического комитета был назначен корабельный инженер А. X. Соболев. Паровая машина работы завода Хамфрейса (Англия, 1858 год) и четыре бывших в употреблении паровых котла были сняты с винтового корабля «Константин». Ремонт паровой машины производил петербургский завод Берда.
- 10 июля 1862 года — батарея была зачислена в списки судов Балтийского флота.
- 15 января 1863 года — начата постройкой на эллинге Галерного острова в Санкт-Петербурге.
- 9 ноября 1863 — прошла официальная церемония закладки.
- 11 июня 1864 года — спущена на воду
- 16 октября 1864 года — приведена в Кронштадт на гидравлическом доке, выведена из него и под собственными парами вошла в гавань для достройки.
- 6 июля 1865 года — вступила в строй.

## Конструкция

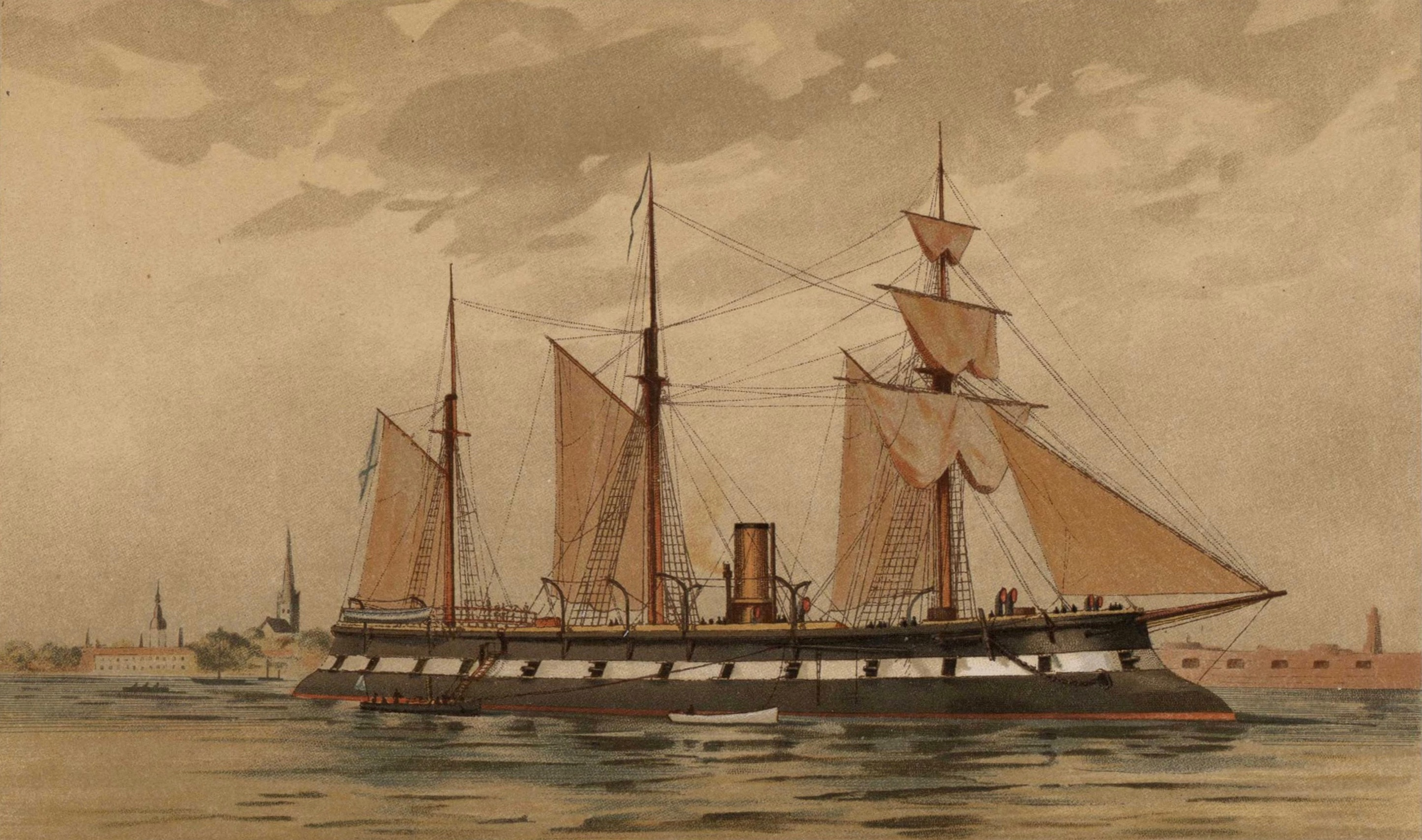
Броненосная батарея «Не тронь меня», рис. 1892 г.

На батарее «Не тронь меня» уклон бортов начинался от батарейной палубы. Батарея имела массивные бронированные таранные штевни в носу и в корме, ахтерштевень служил также для защиты руля и винта. Рулевая рама, фор- и ахтерштевни изготовляли коваными. Чтобы избежать значительной бортовой качки на батарее использовали скуловые кили, впервые примененные на кораблях российского флота. Такие кили длиной по 6,1 м и шириной по 305 мм были установлены на батарее «Не тронь меня» уже в процессе постройки.
Корпус батареи был разделён на семь отсеков водонепроницаемыми переборками толщиной 13,5 мм, доходившими до батарейной палубы. Корпус имел одно дно, в качестве балласта пространство между флорами заливали раствором цемента с песком. Килевые листы были из 28,5-мм железа, шпангоуты — из 10,5-мм железа при ширине 254 мм. Обшивку бортов толщиной под водой 16,5 и над водой 13,5 мм крепили при помощи уголкового железа. Три непрерывные палубы — верхнюю, батарейную и жилую настилали поверх 10,8-мм бимсов, подкрепленных сплошными коваными пиллерсами. В бортовых отсеках разместили особые цистерны, при заполнении которых батарея дополнительно углублялась на 305 мм, благодаря чему уменьшалась поражаемая поверхность.

### Движитель
На «Не тронь меня» был трехлопастной гребной винт. Батареи с их полными обводами при средней осадке от 4,4 до 4,6 м и умеренной мощности машин отличались плохими ходовыми качествами.

### Бронирование
Броневая защита «Не тронь меня» полностью покрывала надводный борт и опускалась примерно на 1,2 м ниже ватерлинии. Толщина кованой железной брони 114 мм в середине и 102 мм в оконечностях. Тиковая подкладка под броню — 254 мм (на отвесных бортах усилена до 457 мм). Жилая и верхняя палубы поверх 6,5 мм железных листов были покрыты сосновыми, батарейная — 102 мм дубовыми досками. Броня крепилась к корпусу сквозными болтами диаметром 36,1 мм и опиралась на специальный выступ в шпангоутах. На батарейной палубе в броне имелись орудийные порты высотой в свету 864 мм. Круглая в плане боевая рубка была защищена 114-мм плитами. Жилую и верхнюю палубы поверх 6,5-мм железных листов застилали сосновыми досками, а батарейную — 102-мм дубовыми. На «Не тронь меня» для защиты от навесных выстрелов по бимсам нижней палубы над крюйт-камерами и бомбовыми погребами были положены 25,4-мм железные листы.

### Вооружение
Первоначально батарею предполагалось вооружить 24 гладкоствольными пушками. Два орудия располагались на поворотных платформах на верхней палубе, остальные — в закрытой батарее. Заводу Круппа в 1863 году были заказаны 68 8 дм (203 мм) гладкоствольных пушек. На корабли они не попали, так как в 1864 году было решено переделать их в нарезные. В кампанию 1866 года «Не тронь меня» вооружили 203 мм стальными нарезными орудиями Круппа (17 орудий). Позднее батарея была перевооружена нарезными казнозарядными орудиями образца 1867 года. В 1875 году «Не тронь меня» имела 16 таких орудий. Вооружение дополнялось 4-фунтовыми (87-мм) пушками, пушками Энгстрема и Пальмкранца. Потопление на Дунае турецкого броненосца в войну 1877—78 года удачным выстрелом мортиры навело на мысль вооружить корабли 9 дм (229 мм) мортирами для навесной стрельбы. Одно такое орудие получила и «Не тронь меня».
8 дм (203 мм) орудия батареи имели угол возвышения 50, что обеспечивало дальность стрельбы до 10 кабельтовых. Снаряды в свинцовой оболочке из обыкновенного чугуна весили 73,7 кг, из закаленного — 84,8 кг.

## Служба
- В июле 1866 года русская эскадра под командованием контр-адмирала Лихачёва (броненосная батарея «Не тронь меня», броненосный фрегат «Севастополь», фрегат «Дмитрий Донской», пароходо-фрегат «Храбрый», пароходо-фрегат «Владимир», клипер «Яхонт», двухбашенная лодка «Смерч» и четыре монитора) были отправлены в Гельсингфорс для встречи американских кораблей монитора «Miantonomoh» и парохода «Ogasta» под командованием помощника секретаря Морского министра САСШ капитана Г. Ф. Фокса, на которых прибыло новое американское посольство. Встретив в Гельсингфорсе, русская эскадра проводила их до Большого Кронштадтского рейда.
- 1 февраля 1892 года — переклассифицирована в броненосец береговой обороны 2-го ранга.
- С 11 марта 1895 года — использовалась в качестве блокшива при Минной школе Балтийского флота.
- 2 сентября 1905 года — разоружена и сдана к Кронштадтскому военному порту на хранение.
- 29 сентября 1905 года — исключена из списков судов Балтийского флота.

## Дальнейшее использование
- С 1905 года корпус корабля оставался в Кронштадте (демонтированы вооружение и двигатель, сняты броневые листы, убраны надстройки и батарейная палуба), превращённый в несамоходную баржу[1].
- 26 августа 1908 года — продана частной фирме для использования в качестве сухогрузной несамоходной баржи. Использовался для доставки пролётов разводного моста к месту строительства моста Петра Великого, а затем в качестве плавкрана при достройке моста (1908—1911)[2].
- С 1911 года — использовалась Металлическим заводом в качестве баржи для транспортировки негабаритных грузов (включая артиллерийские системы).
- После гражданской войны и национализации флота баржа передана НКПС для работы в Петроградском морском торговом порту.
- 24 июня 1925 года выкуплена Ленинградским металлическим заводом. Находилась у Свердловской набережной и использовалась как плавучий склад Механического завода.
- 1940 год — баржа отремонтирована и использовалась для доставки от стенки Ленинградского металлического завода имени И. В. Сталина в Торговый порт для погрузки на морские суда артиллерийских систем береговых батарей.
- В годы Великой Отечественной войны оставлена без использования и без ухода, вновь пришвартована на Неве в Ленинграде, где и затонула от коррозии корпуса.
- В 1950 году поднята АСС КВМК и сдана «Главвторчермету» для разделки на металл.

### Аварии
За время службы плавучая батарея «отличились» в нескольких авариях. В 1869 году «Не тронь меня» столкнулась с полуброненосным фрегатом «Петропавловск», а в 1883 году серьёзно повредила норвежское судно «Хайден».

## Командиры
- 03.01.1863[3] — 08.07.1863[4] — капитан 1-го ранга Федоровский, Михаил Яковлевич
- 12.08.1863[5] — хх.хх.хххх — капитан-лейтенант (с 01.01.1864 капитан 2-го ранга) Селиванов, Павел Александрович
- 1864 — 1865 — капитан 1-го ранга Пузино, Орест Поликарпович
- хх.хх.1866 — хх.хх.1866 — капитан 1-го ранга Степанов, Иван Николаевич
- хх.хх.хххх — 01.01.1869 — капитан 1-го ранга Селиванов, Павел Александрович
- 01.01.1869 — хх.хх.1871 — капитан 1-го ранга Анкудинов, Евграф Григорьевич
- хх.хх.1877 — хх.хх.1885 — капитан 2-го ранга (с 01.01.1881 капитан 1-го ранга) Степанов, Иван Андреевич
- 24.02.1886 — хх.хх.хххх — капитан 1-го ранга Болотников, Павел Александрович
- 02.02.1887 — хх.хх.хххх — капитан 1-го ранга Шамшин, Николай Иванович
- хх.хх.1888 — хх.хх.1889 — капитан 1-го ранга Энегельм, Фёдор Петрович
- хх.хх.1891 — хх.хх.1891 — капитан 1-го ранга Дубасов, Фёдор Васильевич
- хх.хх.1891 — хх.хх.1891 — капитан 1-го ранга Веселаго, Михаил Герасимович
- хх.хх.1892 — хх.хх.1892 — капитан 1-го ранга Бауер, Сальвадор Фёдорович
- 06.12.1894 — 11.12.1895 — капитан 1-го ранга Пуцило, Владимир Павлович
- 18.12.1895 — хх.хх.1896 — капитан 1-го ранга Клокачёв, Модест Дмитриевич
- хх.хх.1896 — 26.04.1899 — капитан 1-го ранга Чихачёв, Валериан Павлович
- 01.01.1901 — 28.12.1901 — капитан 1-го ранга Миклуха, Владимир Николаевич
- ??.12.1901 — 27.09.1904 — капитан 1-го ранга Добровольский, Кирилл Романович
- 10.01.1905 — хх.хх.хххх — капитан 2-го ранга Давыдов, Александр Васильевич
- ?—? — Елчанинов, Михаил Иванович